# Болышевское сельское поселение
Болышевское сельское поселение — упразднённое муниципальное образование в составе Холм-Жирковского района Смоленской области России.
Административный центр — деревня Болышево.
Образовано Законом от 28 декабря 2004 года. Упразднено Законом Смоленской области от 20 декабря 2018 года с включением всех входивших в его состав населённых пунктов к 1 января 2019 года в Лехминское сельское поселение.

## Географические данные
- Общая площадь: 84,56 км²
- Расположение: северо-восточная часть Холм-Жирковского района
- Граничит:
  - на северо-востоке — с  Новодугинским районом
  - на юго-востоке — с   Нахимовским сельским поселением
  - на юго-западе — с  Холм-Жирковским городским поселением
  - на западе — с Лехминским сельским поселением
  - на северо-западе — с  Печатниковским сельским поселением
- По территории поселения проходит автомобильная дорога  Холм-Жирковский — Вязьма.
- Крупные реки: Соля, Днепр, Немощенка.

## Население
| 2011 | 2012 | 2013 | 2014 | 2015 | 2016 | 2017 |
| ---- | ---- | ---- | ---- | ---- | ---- | ---- |
| 285  | ↘265 | ↘252 | ↘243 | ↘242 | ↘239 | ↘238 |
| 2018 | 2019 |      |      |      |      |      |
| →238 | ↘231 |      |      |      |      |      |

## Населённые пункты
На территории поселения находится 15 населённых пунктов:
- Болышево, деревня
- Альшаница, деревня
- Бровкино, деревня
- Гаврилово, деревня
- Губино, деревня
- Зубово, деревня
- Ильино, деревня
- Никола-Немощенка, деревня
- Полушино, деревня
- Рожино, деревня
- Рыксино, деревня
- Рябиково, деревня
- Тешонки, деревня
- Тихоново, деревня
- Черново, деревня